# Marek Pivovar

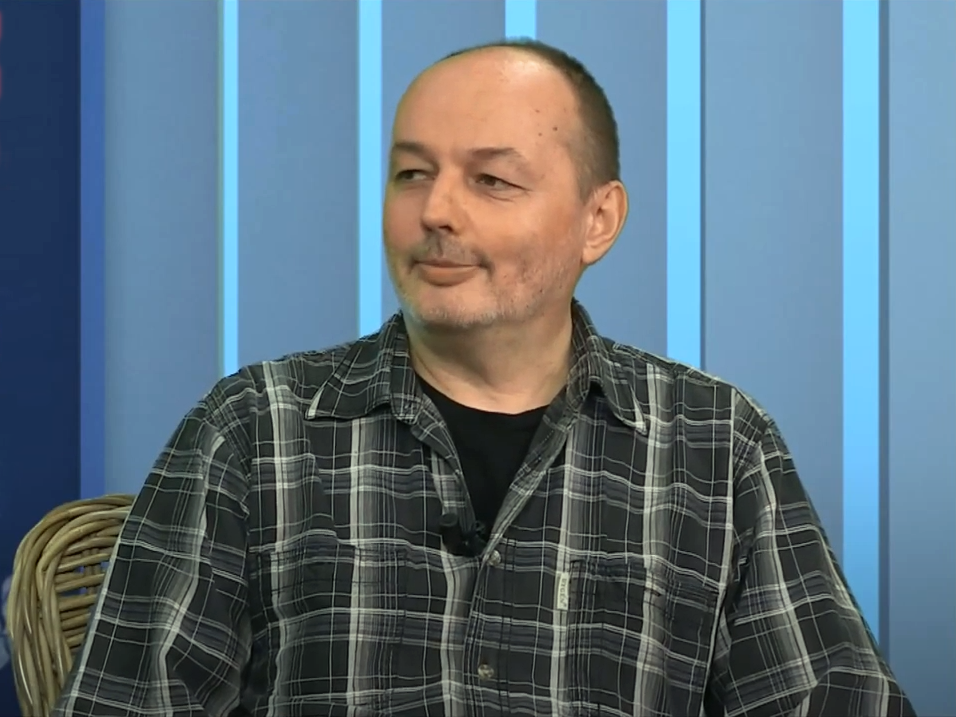
Marek Pivovar, 2015

Marek Pivovar (* 26. Juni 1964 in Brno; † 2. Januar 2021 in Ostrava) war ein tschechischer Schriftsteller, Dramaturg und Regisseur.

## Werdegang
Pivovar studierte zunächst Tschechische Sprache und Geschichte, ab 1989 dann Theaterwissenschaften an der heutigen Masaryk-Universität in Brno/Brünn. Er arbeitete dann als Kulturredakteur für den Brněnský večerník und Jiří Kuběnas Revue Box und schließlich als Redakteur des Tschechischen Rundfunks in Brno. 
Von 1994 bis 2017 war er Dramaturg am Mährisch-Schlesischen Nationaltheater (NDM) in Ostrava / Mährisch Ostrau; außerdem wirkte er auch als Teilzeitjob zwei Jahre in gleicher Funktion am Nationaltheater der Stadt Brünn. Er wirkte an mehr als 60 Inszenierungen mit, bearbeitete Werke für die Bühne und schrieb die Libretti zu zwei Balletten: Tance Rudolfa II. (Die Tänze Rudolfs II.)  und Spor aneb Dotyky (Streit oder Berührungen). 
2000 nahm er am Internationalen Theaterfestival Temporalia in Brüssel teil. Ab 2003 war er Dramaturg am Mahen-Theater. Daneben arbeitete er kontinuierlich als Regisseur für den Rundfunk und gelegentlich für das Fernsehen.
2017 verabschiedete er sich aufgrund einer schweren Krankheit vom Theater in Ostrava und wurde freiberuflicher Dramatiker und Publizist.
Marek Pivovar starb im Januar 2021 im Alter von 56 Jahren.